# 紳助のとんでもいい夢
『紳助のとんでもいい夢』（しんすけのとんでもいいゆめ）は、1990年4月1日から同年10月14日まで日本テレビで放送されていたバラエティ番組である。放送時間は毎週日曜 11:45 - 12:55 （日本標準時）。全国ネットではなく、関東ローカルで放送されていた。

## 出演者
- 島田紳助
- 浜田雅功（ダウンタウン）
- 松本人志（ダウンタウン）
- 松澤一之
- 中村ひとみ

## コーナー
さすらいのスカウトマン
松澤一之がアイドルを探すコーナー。
あのすばらしい愛をもう1度
ゲストとともに一般人の恋愛相談に乗るコーナー。
炎のお父さん
中村ひとみが「お父さん」たちとロケをするコーナー。
子供はピカソ
ダウンタウンと子供たちによるコーナー。
ギャル対抗!勝ち抜きグレートバリアゲーム
水着姿になった女性が水槽に飛び込んでクイズに答えるゲームコーナー。
| 日本テレビ 日曜11:45枠                               | 日本テレビ 日曜11:45枠                                 | 日本テレビ 日曜11:45枠                                                |
| 前番組                                               | 番組名                                                 | 次番組                                                                |
| ---------------------------------------------------- | ------------------------------------------------------ | --------------------------------------------------------------------- |
| 笑うと泣くぞ…ダハ! （1989年10月8日 - 1990年3月18日） | 紳助のとんでもいい夢 （1990年4月1日 - 1990年10月14日） | 山田邦子の旅くらぶ （1990年10月21日 - 1991年12月22日） ※11:40 - 12:55 |

| スタブアイコン | サブスタブ | この項目は、まだ閲覧者の調べものの参照としては役立たない、テレビ番組に関連した書きかけの項目です。この項目を加筆・訂正などしてくださる協力者を求めています（P:テレビ/PJ:放送または配信の番組）。 |